# ميخائيل ديمبسي
ميخائيل ديمبسي (بالإنجليزية: Michael Dempsey)‏ هو كاهن كاثوليكي أمريكي، ولد في 10 سبتمبر 1918 في شيكاغو في الولايات المتحدة، وتوفي بنفس المكان في 8 يناير 1974.